# Когильник (зупинний пункт)
Коги́льник — пасажирський залізничний зупинний пункт Одеської дирекції Одеської залізниці на лінії Одеса-Застава I — Арциз між станціями Сарата (11 км) та Гнаденталь (7 км). Розташований у селі Новоселівка Білгород-Дністровського району Одеської області.

## Пасажирське сполучення
На початку 2018 року припинено пасажирське приміське сполучення. Найближча станція Сарата за 11 км, на якій здійснює зупинку нічний швидкий поїзд «Дунай» сполученням Київ — Ізмаїл.